# كارين دانزيغ
كارين دانزيغ (بالإنجليزية: Karen Danzig)‏ هي مغنية ومغنية مؤلفة وكاتبة غنائية بريطانية، ولدت في 13 يوليو 1972.